# 현대한어통용자표
《현대한어통용자표》(중국어 간체자: 现代汉语通用字表, 정체자: 現代漢語通用字表, 병음: Xiàndài Hànyǔ Tōngyòngzì Biǎo 셴다이한위퉁융쯔뱌오[*])는 1988년 3월 25일 중화인민공화국의 국가언어문자공작위원회(國家言語文字工作委員會)와 신문출판총서(新聞出版總署)가 공동으로 발표한 한자 7,000자에 관한 목록이다. 《현대한어상용자표》에 수록된 한자 3,500자를 포함하여 중국어 간체자 표기에 사용되는 한자 7,000자가 수록되어 있다. 2013년 6월 5일 《통용규범한자표》(通用規範漢字表)가 제정되면서 폐지되었다.

## 같이 보기
- 현대한어상용자표
- 통용규범한자표